# In the Sign of Evil
In the Sign of Evil es el primer EP de la banda alemana de thrash metal Sodom, lanzado en 1985.

## Detalles
Este miniálbum representa el debut discográfico de Sodom.
Fue grabado en octubre de 1984, y editado como un vinilo de 12", en Alemania, en enero de 1985 por el sello Devil's Game (distribuido por SPV).
Fue publicado en los EE. UU. por Metal Blade Records.
In the Sign of Evil es generalmente considerado como un EP de black metal, pese a estar claramente más orientado al thrash, esto se debe a que la banda fue una de las que más contribuyó en la creación del black metal como subgénero del heavy metal.

## Lista de temas
1. "Intro" - 0:38
2. "Outbreak of Evil" – 4:31
3. "Sepulchral Voice" – 4:28
4. "Blasphemer" – 3:00
5. "Witching Metal" – 3:11
6. "Burst Command 'til War" – 2:43

## Créditos
- Tom Angelripper - voz, bajo
- Grave Violator - guitarra
- Chris Witchhunter - batería